# Omen IV - Presagio infernale
Omen IV - Presagio infernale (Omen IV: The Awakening) è un film del 1991 diretto dai registi Jorge Montesi e Dominique Othenin-Girard.

## Trama
I coniugi Gene e Karen York, non avendo la possibilità di generare figli, adottano una bambina in fasce, in un orfanotrofio gestito da suore, di nome Delia.
Il gesto viene seguito da terribili morti e fenomeni paranormali mentre la madre superiora (in seguito deceduta anch'ella) e sorella Yvonne (a conoscenza dei fatti ma dilaniata dal senso di colpa) preferiscono tacere sulla "inconsapevolezza delle azioni".
Entra in scena la bambinaia Jo Thueson, appassionata di esoterismo ed "energie", che comincia così ad indagare sulla vera natura della bambina con l'aiuto del fidanzato Noah, rimanendo uccisa dal cane di quest'ultima proprio alla realizzazione della verità.
La madre sconvolta dall'ennesima tragedia in cui si ha in primo piano la figura della figlia, indagando scopre che in lei si è reincarnato l'Anticristo e non solo, la figlia di Damien Thorn (avuta prima della sua morte dall'unione con uno sciacallo) porta in sé un suo gemello, che ha il compito di generare e proteggere, vera reincarnazione dell'Anticristo.
Il medico curante della famiglia, il Dr. Hastings (anch'egli un apostolo di Satana) durante un ricovero in ospedale innesta il gemello nel grembo della madre facendolo sembrare un "inatteso miracolo".
Insospettita dagli avvenimenti Karen ingaggia un detective privato, Earl Knight per indagare sul passato della bambina seguendo le tracce di sorella Yvonne, che ora ha preso il nome d'arte di Felicity, prima prostituta e poi santona in una chiesa locale.
Egli trova la donna che però muore poco dopo rivelando l'orribile verità sulla bambina in punto di morte al detective e lasciandogli il suo diario ove erano racchiuse tutte le informazioni.
In seguito Earl invia il diario a Karen, poco prima di morire in un "incidente" con una palla da demolizione.
Karen, scoperta poi la verità sul figlio Alexander (reincarnazione di Damien, che porta il marchio della bestia sul palmo della mano) estrapola la conferma e in seguito uccide in una colluttazione il Dr. Hastings.
Successivamente tenta di uccidere entrambi i bambini, fallendo e rimanendo uccisa da un colpo di pistola lei stessa.
Catalogato come episodio di depressione post parto, la scena finale si sviluppa nel cimitero, con l'addio del padre e Delia con Alexander della defunta madre.
I 3 successivamente si incamminano verso Roma, dove il padre ha trovato un nuovo impiego, realizzando così la profezia secondo cui il quarto regno della bestia sarebbe stato nella suddetta città.